# Hesperilla chrysotricha
Hesperilla chrysotricha là một loài bướm ngày thuộc họ Hesperiidae. Nó được tìm thấy ở Victoria, Tasmania, Nam Úc và Tây Úc.
Sải cánh dài khoảng 35 mm đối với con đực. Females are slightly larger.
Ấu trùng ăn various sword grasses, bao gồm Gahnia decomposita, Gahnia deusta, Gahnia filum, Gahnia microstachya, Gahnia radula, Gahnia sieberiana và Gahnia trifida.

## Phụ loài
- Hesperilla chrysotricha chrysotricha (Western Australia)
- Hesperilla chrysotricha cyclospila (Nam Úc, Tasmania, Victoria)
  - Synonyms:
  - Hesperilla chrysotricha leucospila Waterhouse, 1927 
  - Hesperilla chrysotricha plebeia Waterhouse, 1927 
  - Hesperilla chrysotricha leucosia Waterhouse, 1938 
  - Hesperilla chrysotricha lunawanna Couchman, 1949 
  - Hesperilla chrysotricha naua Couchman, 1949